# Штарцах
Штарцах (нім. Starzach) — громада в Німеччині, знаходиться в землі Баден-Вюртемберг. Підпорядковується адміністративному округу Тюбінген. Входить до складу району Тюбінген.
Площа — 27,82 км2. Населення становить 4334 ос. (станом на 31 грудня 2020).